# Джеймс Сіснетт
Джеймс Сіснетт (англ. James Sisnett; 22 лютого 1900 — 23 травня 2013) — барбадоський довгожитель, чий вік підтверджено Групою геронтологічних (GRG) та Групою LongeviQuest (LQ). Він є єдиною найстарішою підтвердженою людиною з Барбадосу у світі, а також був другим за старшинством чоловіком, який народився у ХІХ столітті (серед людей з верифікованим віком). Найстаршим чоловіком на той момент був Дзіроемон Кімура. Помер у віці 113 років, 90 днів.

## Біографія
Джеймс Сіснетт народився 22 лютого 1900 року, був п'ятою дитиною в сім'ї Джеймса Альберта Егертона та Матільди Енн Сіснетт (уродженої Пітт), народився на острові Барбадос в окрузі Сент-Джордж.
Після закінчення школи Сіснетт навчився ковальській справі і до виходу на пенсію у 1970 ріці пропрацював на фабриці, що виробляє цукор і сироп.
У 1923 році Сіснетт одружився з Аніто Даулінг. У пари було 5 дітей. Аніта померла у 1937 році.
У 1942 році Сіснетт одружився вдруге з Жозефіною Евелін, від якої у нього народилося ще 6 дітей.
Дві сестри Сіснетта також були довгожителі, вони прожили 98 та 99 років, а двом іншим виповнилося 100 та 105 років. Один із його двоюрідних братів, Джеймс Стюарт, помер у жовтні 2021 року у віці 103 років, а одному з його племінників, Фріцджеральду Бреретону, виповнилося 100 років у 2022 році.
У зв'язку з погіршенням зору у 2006 році у віці 106 років Сіснетту було проведено операцію з видалення катаракти.
Джеймс Сіснетт помер у віці 113 років і 90 днів у своїй резиденції на території церкви Христа на острові Барбадос, 23 травня 2013 року уві сні. На той час він мав 25 внуків і 19 правнуків.
Після його смерті японець Дзіроемон Кімура став єдиним чоловіком, який народився в XIX столітті. Він помер через 20 днів після смерті Сіснетта.